# Mimandria diospyrata
Mimandria diospyrata là một loài bướm đêm trong họ Geometridae.